# Orlando Drummond
Pour les articles homonymes, voir Drummond.
Orlando Drummond, né le 18 octobre 1919 à Rio de Janeiro et mort le 27 juillet 2021, est un acteur brésilien. Il est connu principalement pour incarner le personnage de Seu Peru dans l'émission Escolinha do Professor Raimundo (pt) et aussi pour être la voix de nombreux personnages de cartoons comme Scooby-Doo, Alf, Popeye, etc.

## Biographie
Né à Rio de Janeiro le 18 octobre 1919, Orlando Drummond commence sa carrière en 1942 comme bruiteur et, avec l'aide de Paulo Gracindo (pt), il commence à travailler comme doubleur. Il travaille aussi comme acteur de cinéma dans Rei do Movimento (1954) et Angu de Caroço (1955), puis se tourne intégralement vers le doublage à partir de la fin des années 1950.
Il participe également à la telenovela Caça Talentos (pt) où il joue le rôle de Zarathushtra de 1996 à 1998.
Le 18 octobre 2019, il fête ses 100 ans, devenant ainsi le doyen de la télévision au Brésil,.
Le 18 octobre 2020, il commence une nouvelle saison de l'émission Escolinha do Professor Raimundo (pt) et, au même moment, il fête ses 101 ans.

## Doublage
- Scooby-Doo[8] dans toutes les séries et longs métrages, pendant 35 ans.
- Popeye[8] dans toutes les émissions de la compagnie Herbert Richers.
- Alf (série télévisée et cartoons)
- Vingador, Caverna do Dragão
- Gargamel (Les Schtroumpfs au Brésil (série classique) / Papai Smurf — Les Schtroumpfs (2011)
- Corujão (Ursinho Puff)
- Bionicão - O Show do Bionicão
- Professeur Tournesol - Les Aventures de Tintin ;
- Atchoum - Blanche-Neige et les Sept Nains ;
- Lebre de Março — Alice au pays des merveilles (premier doublage) ;
- Sr. Smee — Peter Pan ;
- Archimede — A Espada Era a Lei ;
- Sr. Dawes Sênior — Mary Poppins (premier doublage) ;
- João Pequeno — Robin Hood ;
- Lafayette — Les Aristochats ;
- Hong Kong Fu — Hong Kong Fu et son alter ego Penry ;
- Dumdom — Tartaruga Touché ;
- Pepe Legal[8] (Quick Draw McGraw) ;
- Patolino (Daffy Duck) e Frajola (Sylvestre le chat — Tiny Toon et Uma cilada para Roger Rabbit (Qui veut la peau de Roger Rabbit) ;
- La Chose — Les Quatre Fantastiques ;
- Yogi — Mini-Polegar et Yogi ;
- Oliver Hardy — Laurel et Hardy ;
- Général Patton — Patton ;

### Participations
- Xena, la guerrière, SOS Fantômes, Duck Dodgers, La Bande à Picsou, Robot Chicken (Frango Robô), Les 101 Dalmatiens, la série, The New Woody Woodpecker Show, Félix le Chat, Les Simpson, La Nouvelle Ligue des justiciers (Liga da Justiça Sem Limites), Dinosaures (Família Dinossauros), Richie Rich, Rocky 2 et Le Prince de Bel-Air (Um maluco no pedaço).